# Chris Whitney
Christopher Antoine Whitney, detto Chris (Hopkinsville, 5 ottobre 1971), è un ex cestista e dirigente sportivo statunitense, professionista nella NBA.

## Carriera
È stato selezionato dai San Antonio Spurs al secondo giro del Draft NBA 1993 (47ª scelta assoluta).

## Statistiche

### College
| Anno      | Squadra        | PG | PT | MP   | TC%  | 3P%  | TL%  | RP  | AP  | PRP | SP  | PP   |
| --------- | -------------- | -- | -- | ---- | ---- | ---- | ---- | --- | --- | --- | --- | ---- |
| 1991-1992 | Clemson Tigers | 28 | 27 | 35,1 | 41,0 | 41,9 | 76,7 | 3,3 | 5,8 | 1,5 | 0,0 | 13,4 |
| 1992-1993 | Clemson Tigers | 30 | 29 | 37,5 | 44,1 | 40,8 | 80,2 | 4,1 | 6,4 | 2,4 | 0,1 | 15,7 |
| Carriera  | Carriera       | 58 | 56 | 36,3 | 42,7 | 41,3 | 78,8 | 3,7 | 6,1 | 2,0 | 0,0 | 14,6 |

### NBA

#### Regular Season
| Anno      | Squadra            | PG  | PT  | MP   | TC%  | 3P%  | TL%  | RP  | AP  | PRP | SP  | PP   |
| --------- | ------------------ | --- | --- | ---- | ---- | ---- | ---- | --- | --- | --- | --- | ---- |
| 1993-1994 | San Antonio Spurs  | 40  | 4   | 8,5  | 30,5 | 33,3 | 80,0 | 0,7 | 1,3 | 0,3 | 0,0 | 1,8  |
| 1994-1995 | San Antonio Spurs  | 25  | 0   | 7,2  | 29,8 | 15,8 | 100  | 0,5 | 1,1 | 0,2 | 0,0 | 1,7  |
| 1995-1996 | Washington Bullets | 21  | 0   | 16,0 | 45,5 | 43,2 | 93,2 | 1,6 | 2,4 | 0,9 | 0,0 | 7,1  |
| 1996-1997 | Washington Bullets | 82  | 1   | 13,6 | 42,1 | 35,6 | 83,2 | 1,3 | 2,2 | 0,6 | 0,0 | 5,2  |
| 1997-1998 | Wash. Wizards      | 82  | 6   | 13,1 | 35,5 | 30,8 | 91,5 | 1,4 | 2,4 | 0,4 | 0,1 | 5,1  |
| 1998-1999 | Wash. Wizards      | 39  | 1   | 11,3 | 41,0 | 33,7 | 87,1 | 1,2 | 1,8 | 0,5 | 0,1 | 4,8  |
| 1999-2000 | Wash. Wizards      | 82  | 15  | 19,8 | 41,7 | 37,6 | 84,8 | 1,6 | 3,8 | 0,7 | 0,1 | 7,8  |
| 2000-2001 | Wash. Wizards      | 59  | 31  | 26,0 | 38,7 | 37,5 | 89,4 | 1,8 | 4,2 | 0,9 | 0,1 | 9,5  |
| 2001-2002 | Wash. Wizards      | 82  | 81  | 26,5 | 41,8 | 40,6 | 88,0 | 1,9 | 3,8 | 0,9 | 0,1 | 10,2 |
| 2002-2003 | Denver Nuggets     | 29  | 20  | 26,3 | 36,0 | 33,6 | 80,7 | 1,6 | 4,3 | 0,6 | 0,0 | 9,6  |
| 2002-2003 | Orlando Magic      | 22  | 1   | 13,2 | 34,1 | 19,4 | 91,7 | 1,0 | 1,0 | 0,5 | 0,0 | 3,5  |
| 2003-2004 | Wash. Wizards      | 16  | 5   | 11,6 | 37,8 | 44,4 | 100  | 0,9 | 0,9 | 0,4 | 0,1 | 2,9  |
| Carriera  | Carriera           | 579 | 165 | 17,4 | 39,5 | 36,1 | 87,5 | 1,4 | 2,8 | 0,6 | 0,1 | 6,5  |

#### Playoffs
| Anno     | Squadra            | PG | PT | MP   | TC%  | 3P%  | TL% | RP  | AP  | PRP | SP  | PP  |
| -------- | ------------------ | -- | -- | ---- | ---- | ---- | --- | --- | --- | --- | --- | --- |
| 1997     | Washington Bullets | 3  | 0  | 6,7  | 40,0 | 50,0 | 100 | 0,7 | 0,7 | 0,0 | 0,0 | 2,3 |
| 2003     | Orlando Magic      | 7  | 0  | 15,9 | 38,1 | 44,4 | 100 | 1,6 | 1,0 | 0,3 | 0,3 | 3,1 |
| Carriera | Carriera           | 10 | 0  | 13,1 | 38,5 | 46,2 | 100 | 1,3 | 0,9 | 0,2 | 0,2 | 2,9 |